# Квелетубані
Квелетубані (груз. ქველეთუბანი) — село в Грузії.
За даними перепису населення 2014 року в селі проживає 108 особи.